# Parafia Wniebowzięcia Najświętszej Maryi Panny w Mstyczowie
Parafia Wniebowzięcia Najświęszej Maryi Panny w Mstyczowie — parafia rzymskokatolicka znajdująca się w diecezji kieleckiej, w dekanacie sędziszowskim.
Początki parafii sięgają XIV wieku. Obecny kościół parafialny pw. Wniebowzięcia Najświętszej Maryi Panny w Mstyczowie został zbudowany w stylu neogotyckim w latach 1908–1919.
Proboszczem parafii od 2022 jest ks. Piotr Chruściel.